# Luis Villalba Villalba
Luis Villalba Villalba (Pampatar, Venezuela, 16 de septiembre de 1906 - Caracas, 24 de enero de 1999), fue un maestro y académico venezolano. Gobernador del estado Nueva Esparta, presidente de la Sociedad Bolivariana de Venezuela y miembro de la Academia de Ciencias Políticas y Sociales.

## Biografía
Hijo de Salvador Villalba Roblis y Luisa Julia Villalba Gutiérrez, contrajo matrimonio en 1940 con Clara Pimentel, con quien tuvo dos hijos. En 1936 obtuvo el grado de Doctor en Ciencias Políticas de la Universidad Central de Venezuela (UCV). Fue maestro de educación primaria en la Escuela del Buen Consejo y el Instituto Comercial Granado. En el Instituto Pedagógico Nacional obtuvo el título de profesor de educación secundaria y normal. Entre 1945 y 1945 fungió como director del Liceo Fermín Toro. Igualmente, fue profesor de secundaria en el Instituto San Pablo, el Colegio Católico Alemán y el Colegio Santa María. En 1948 se incorporó como senador, ante el Congreso Nacional, en representación del Distrito Federal. 
En la UCV fue profesor de Sociología Jurídica en la Facultad de Derecho, de la cual posteriormente fue decano. Luego de la caída del dictador Marcos Pérez Jiménez, el 23 de enero de 1958, Villalba fue designado gobernador del estado Nueva Esparta, cargo que ocupó hasta 1959. Presidió el Comité de Orígenes de la Emancipación en la Academia Nacional de la Historia y la Sociedad Bolivariana. En 1971 fue el encargado de dar el discurso de orden durante la develación de la estatua ecuestre de José Antonio Páez en el Campo de Carabobo.
En 1961 fue electo como individuo de número de la Academia de Ciencias Políticas y Sociales, incorporándose el 25 de marzo de 1963 en el sillón 34. Fue presidente del Instituto Cultural Venezolano-Israelí. Por su labor al frente de esta institución, en 1975 fue galardonado con el Premio del Congreso Judío Latinoamericano. En abril de 1998 recibió el Premio Anual B'nai B'rith de los Derechos Humanos.

## Obra
- Problema de la magnesita: La Asunción (1958)
- El primer Instituto Venezolano de Ciencias Sociales (1961)
- Un margariteño a su isla (1962)
- Reflexiones universitarias (1962)
- Hechos antisociales del menor: apuntes analíticos (1965)
- La municipalidad de Río Chico y el centenario de Rafael Arévalo González (1966)
- El matrimonio entre leprosos previa esterilización (1968)
- Mérida: pionera de la bolivarianidad (1968)
- Un retrato de Caldera (1969)
- Notas venezolanas (1970)
- Tres discursos por la patria: Bolívar y Bello (1974)
- Hechos antisociales del menor: apuntes analíticos (1975)
- Su eminencia reverendísima cardenal Quintero: microbiografía (1976)
- Doctrina Bolivariana (1976)
- El Libertador, Sucre y Bello y la no intervención (1976)
- Don Luis Ezpelosín, 1855-1921 (1979)
- A mi paso por el parlamento (1981)
- Ricardo Montilla y los estudiantes de Palenque (1983)
- Fervor bellista (1983)